# Sphaerosyllis cuticulata
Sphaerosyllis cuticulata är en ringmaskart som beskrevs av Hartmann-Schröder 1991. Sphaerosyllis cuticulata ingår i släktet Sphaerosyllis och familjen Syllidae. Inga underarter finns listade i Catalogue of Life.